# ادگار، پادشاه انگلستان
ادگار (به انگلیسی: Edgar، به انگلیسی باستان: Eadgar) ملقب به ادگار آرام (به انگلیسی: Edgar the Peaceful) (۹۴۲، ۹۴۳ یا ۹۴۴ میلادی - ۸ ژوئیه ۹۷۵) پادشاه انگلستان بود. او که فرمانروایی مرسیا و نورثامبریا را از سال ۹۵۷ میلادی برعهده داشت. در سال ۹۵۹ میلادی به پادشاهی وسکس رسید و از آن سال به‌بعد با عنوان پادشاه کل انگلستان شناخته شد. دوران فرمانروایی ادگار با صلح و آرامش سپری گردید. او پادشاهی توانا بود و مردمش را در انجام آداب و رسوم محلی خود آزاد گذارد. او همچنین مهم‌ترین حامی احیای رهبانیت در انگلستان بود.

## زندگی‌نامه
ادگار کوچک‌ترین پسر ادموند یکم، پادشاه انگلستان بود و هنگامی که برادرش ادویگ، پادشاه مرسیا و نورثامبریا در سال ۹۵۷ میلادی از قدرت برکنار شد، فرمانروایی آن مناطق به او رسید. با این حال پادشاهی وسکس و کنت هنوز در اختیار ادویگ بود. این مناطق نیز پس از مرگ ادویگ، در ماه اکتبر سال ۹۵۹ میلادی به ادگار رسید و بدین ترتیب او به پادشاه تمام انگلستان بدل شد.
ادگار در سیاست‌های کلیسایی‌ش دنباله‌روی دانستن قدیس بود و او را در ۹۶۱ به اسقف اعظمی کانتربری برگزید. او همچنین از خواسته‌های اُسوالد، صدراعظم یورک و اتلولد، اسقف وینچستر مبنی بر پایه‌گذاری صومعه‌ها و انجام اصلاحات در کلیسا حمایت نمود. ادگار در حدود ۹۷۳ پول واحدی را بر مبنای پنی‌های نقره‌ای جدید رایج ساخت و تأکید کرد که تمامی شهرها و دهکده‌ها باید در فاصلهٔ ۵۰ کیلومتری ضرابخانهٔ سلطنتی و نه دورتر از آن بنا شوند. ادگار کاملاً نسبت به اهمیت قدرت دریایی آگاه بود و از همین روی فرمان ساخت ناوگانی متشکل از ۳۶۰۰ کشتی را پیش از مرگش داد.
شاه ادگار در روز ۸ ژوئیه سال ۹۷۵ میلادی در وینچستر، پایتخت وسکس درگذشت و در گلاستنبری ابی در سامرست به خاک سپرده شد.